# Buick GL6

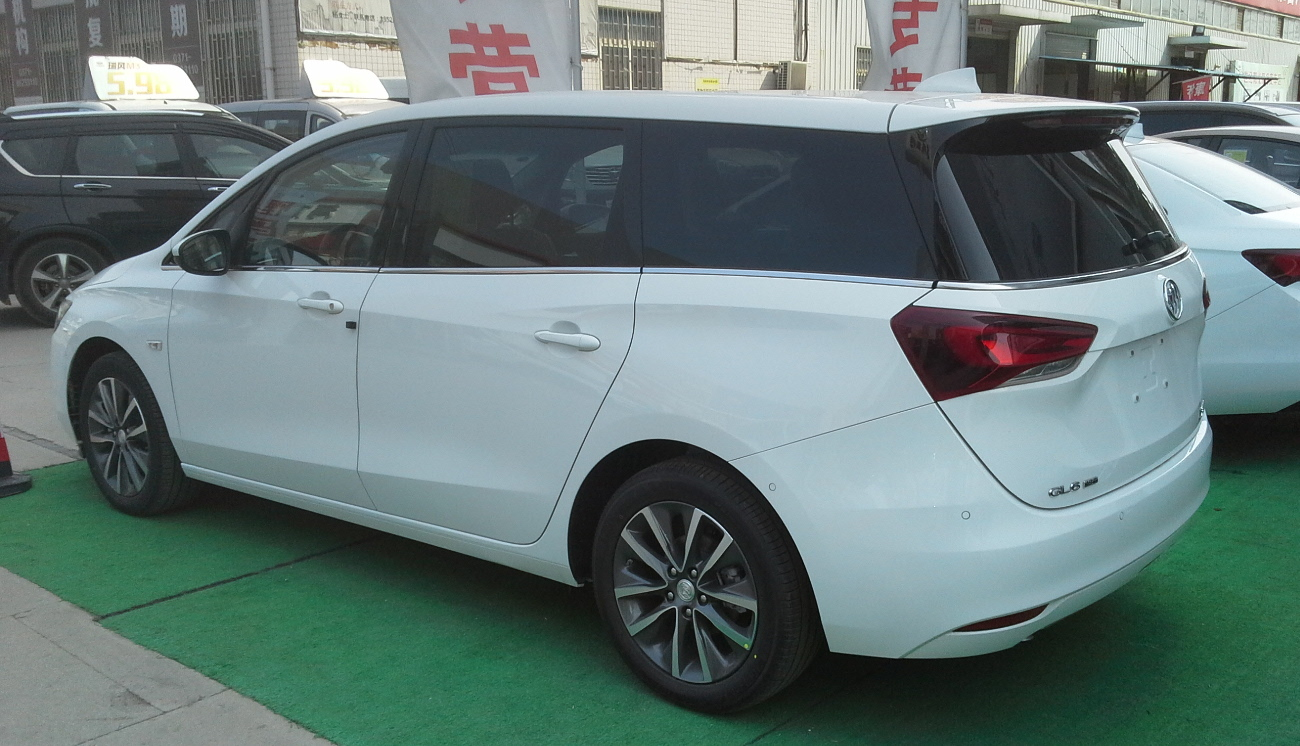
Heckansicht

Der Buick GL6 ist ein Van der zu General Motors gehörenden chinesischen Marke Buick, der zwischen 2017 und 2023 ausschließlich in der Volksrepublik China gebaut und verkauft wurde. Das Fahrzeug ist nach dem GL8 der zweite Van der Marke.

## Technik
Technisch basiert der GL6 auf dem Opel Zafira Tourer, obwohl zum Zeitpunkt der Markteinführung Opel nicht mehr dem GM-Konzern angehörte. Im Gegensatz zum Zafira Tourer verfügt der GL6 lediglich über sechs Sitzplätze.

### Technische Daten
Angetrieben wird der Buick GL6 von einem aufgeladenen 1,3-Liter-Ottomotor, der 120 kW (163 PS) leistet und das Fahrzeug auf bis zu 195 km/h beschleunigt. Ausgeliefert wurde das Fahrzeug ausschließlich mit einem 6-Gang-Doppelkupplungsgetriebe. Der Motor kommt auch in der dritten Generation des Buick Excelle zum Einsatz.
|                                             | 18 T                           |
| ------------------------------------------- | ------------------------------ |
| Bauzeitraum                                 | 10/2017–07/2023                |
| Motorkenndaten                              |                                |
| Motorart                                    | Ottomotor                      |
| Motorbauart                                 | Reihen-Dreizylinder-Motor      |
| Motoraufladung                              | Turbolader                     |
| Hubraum                                     | 1349 cm³                       |
| max. Leistung bei min−1                     | 120 kW (163 PS) / 5500         |
| max. Drehmoment bei min−1                   | 230 Nm / 1800–4400             |
| Kraftübertragung                            |                                |
| Antrieb, serienmäßig                        | Vorderradantrieb               |
| Getriebe, serienmäßig                       | 6-Gang-Doppelkupplungsgetriebe |
| Messwerte                                   |                                |
| Höchstgeschwindigkeit                       | 190–195 km/h                   |
| Beschleunigung, 0–100 km/h                  | 9,5 s                          |
| Kraftstoffverbrauch auf 100 km (kombiniert) | 6,1–6,6 l Super                |
| Tankinhalt                                  | 45 l                           |

## Sicherheit
Beim von C-NCAP durchgeführten Crashtest wurden fünf Sterne erreicht, die sich aus einer 90-%-Wertung im Frontalaufprall mit voller Überdeckung, einer 85-%-Wertung im Frontalaufprall mit 40 % Überdeckung, einer 100-%-Wertung im Seitenaufprall und einer 100-%-Wertung beim Schutz gegen Schleudertrauma zusammensetzt.